# مسیر پاسیفیک کرست
مسیر پاسیفیک کرست (انگلیسی: Pacific Crest Trail) یک مسیر پیاده‌گردی و سوارکاری طولانی در محاذات مرتفع‌ترین بخش‌های رشته کوه‌های سیرا نوادا و کسکیدز است که در حدود ۱۰۰ تا ۱۵۰ مایلی خط ساحلی ایالات متحده واقع شده‌است. پایانهٔ جنوبی این مسیر در کمپو، کالیفرنیا واقع شده که خطوط مرزی ایالات متحده و مکزیک را هم تشکیل می‌دهد؛ و پایانهٔ شمالی آن نیز پارک ملی مینینگ پروونشال در مرز کانادا و آمریکا قرار دارد. کریدور اصلی این مسیر از کالیفرنیا، اورگن و واشینگتن می‌گذرد.

## نگارخانه

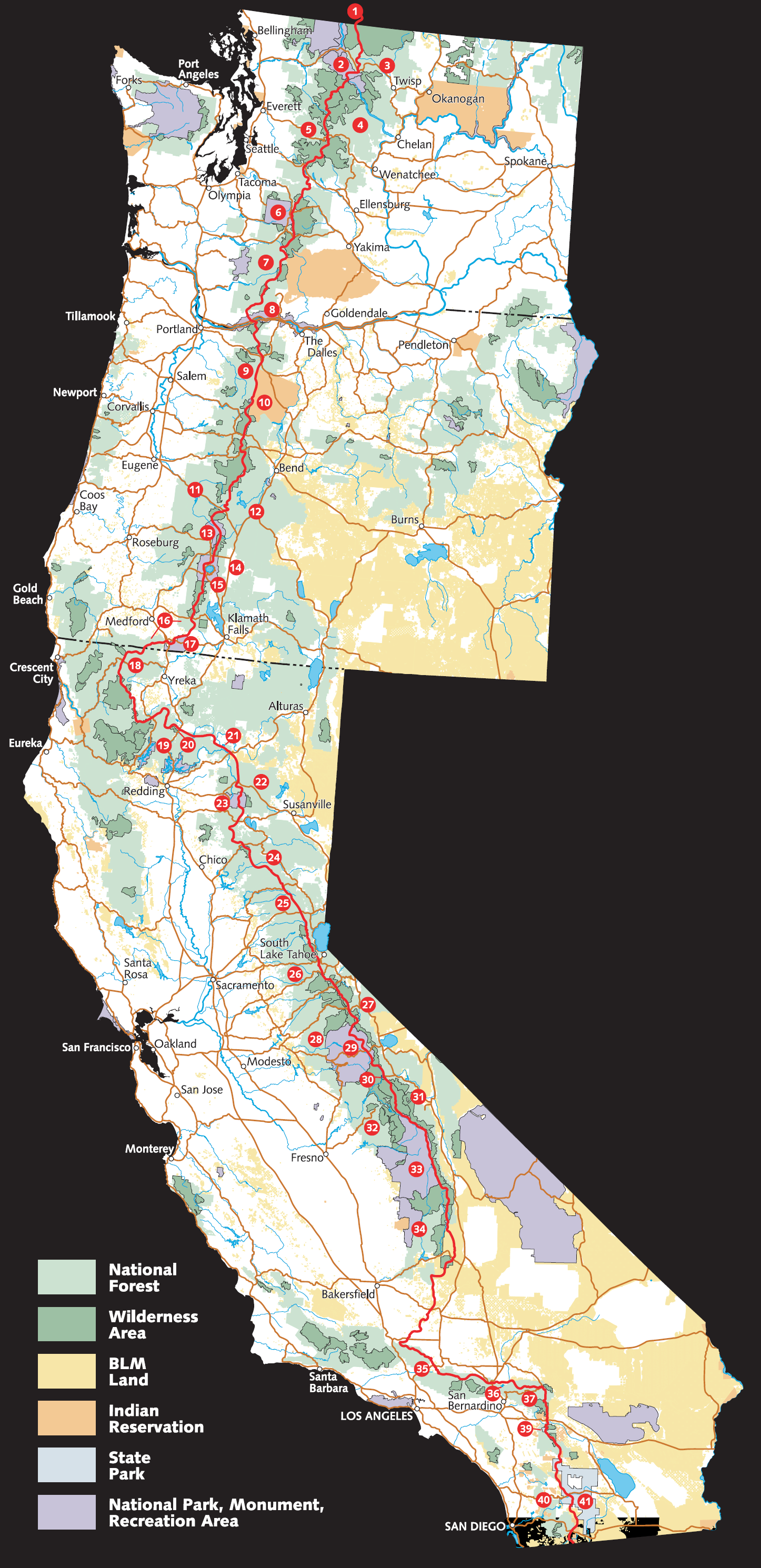
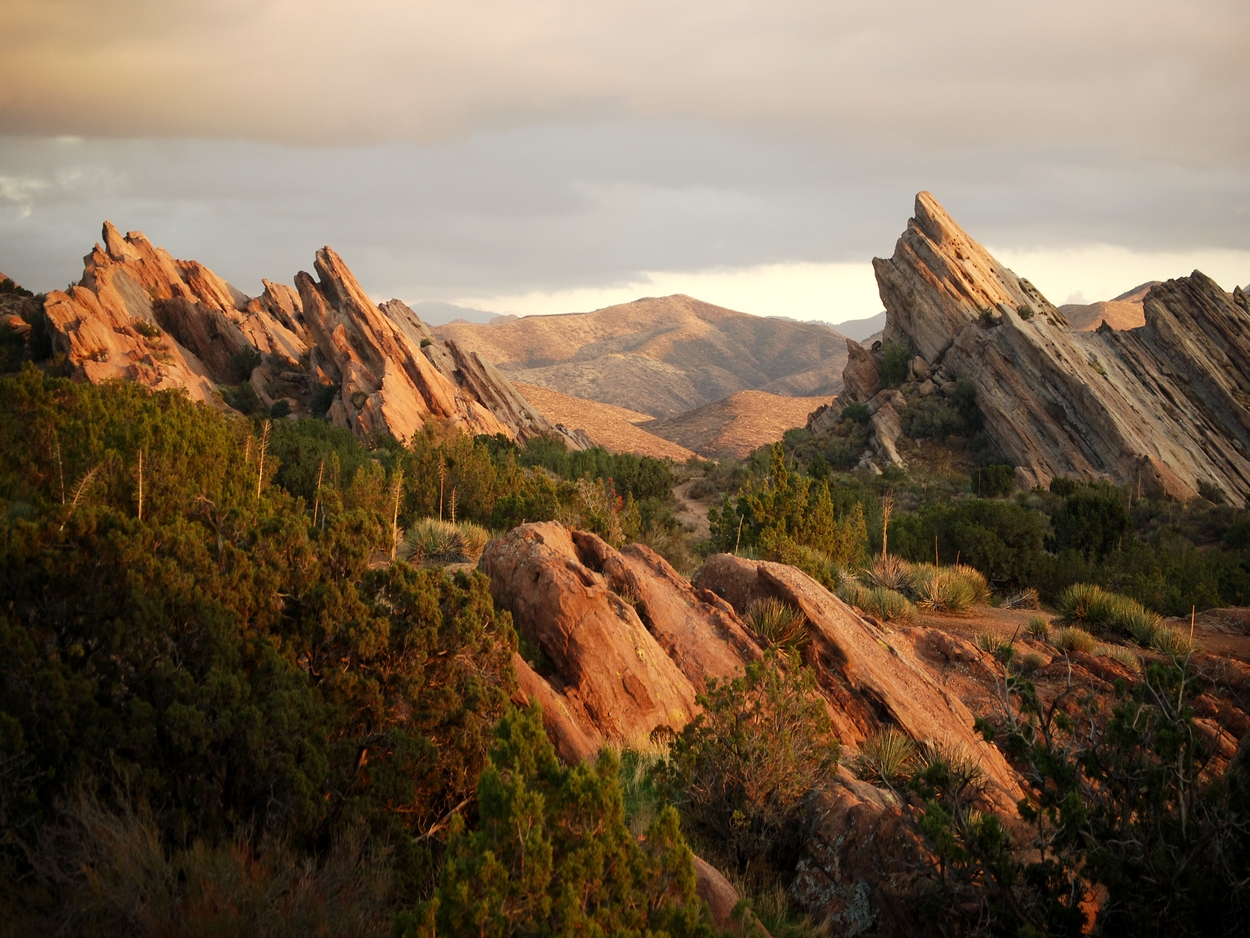
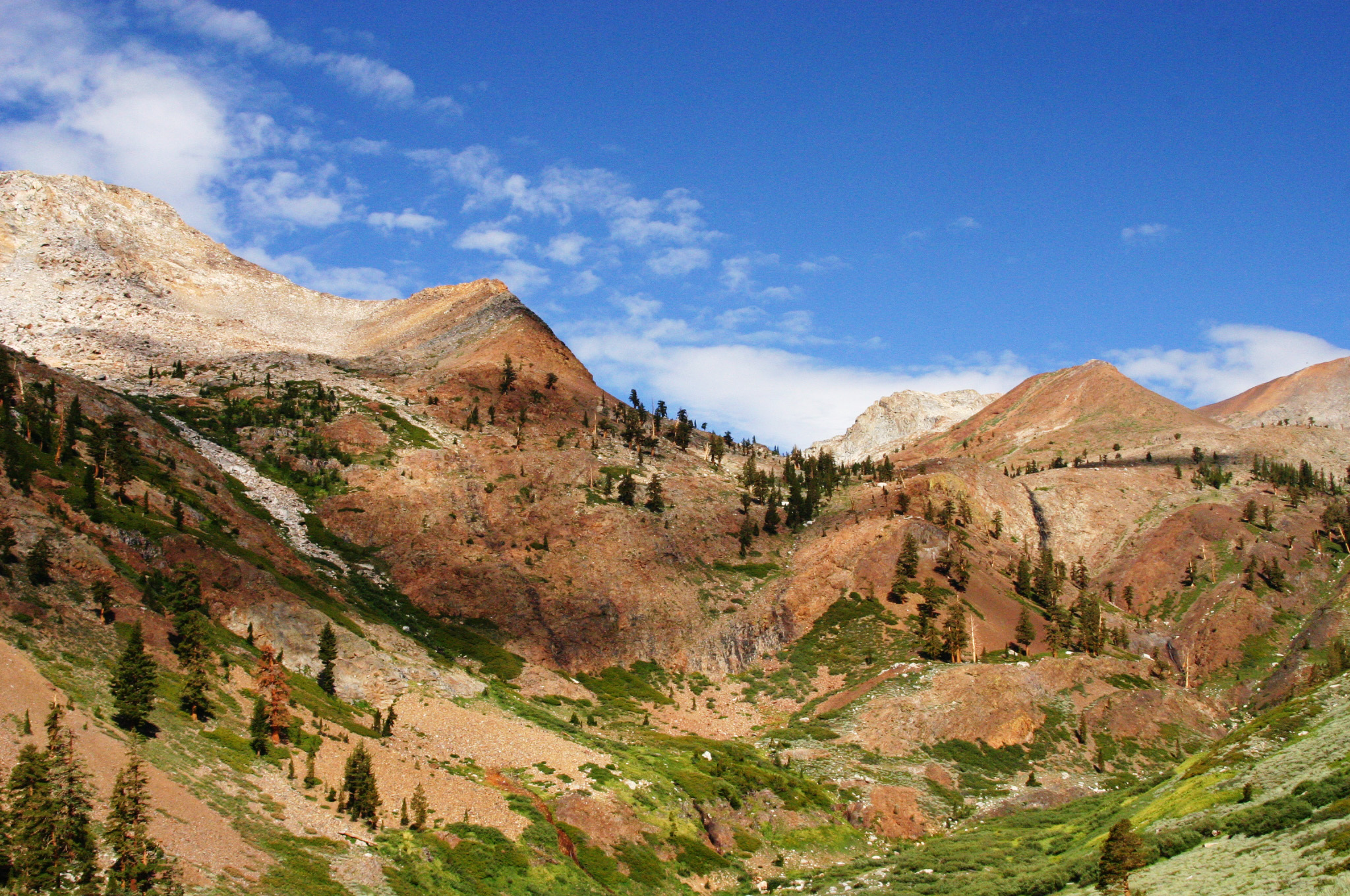
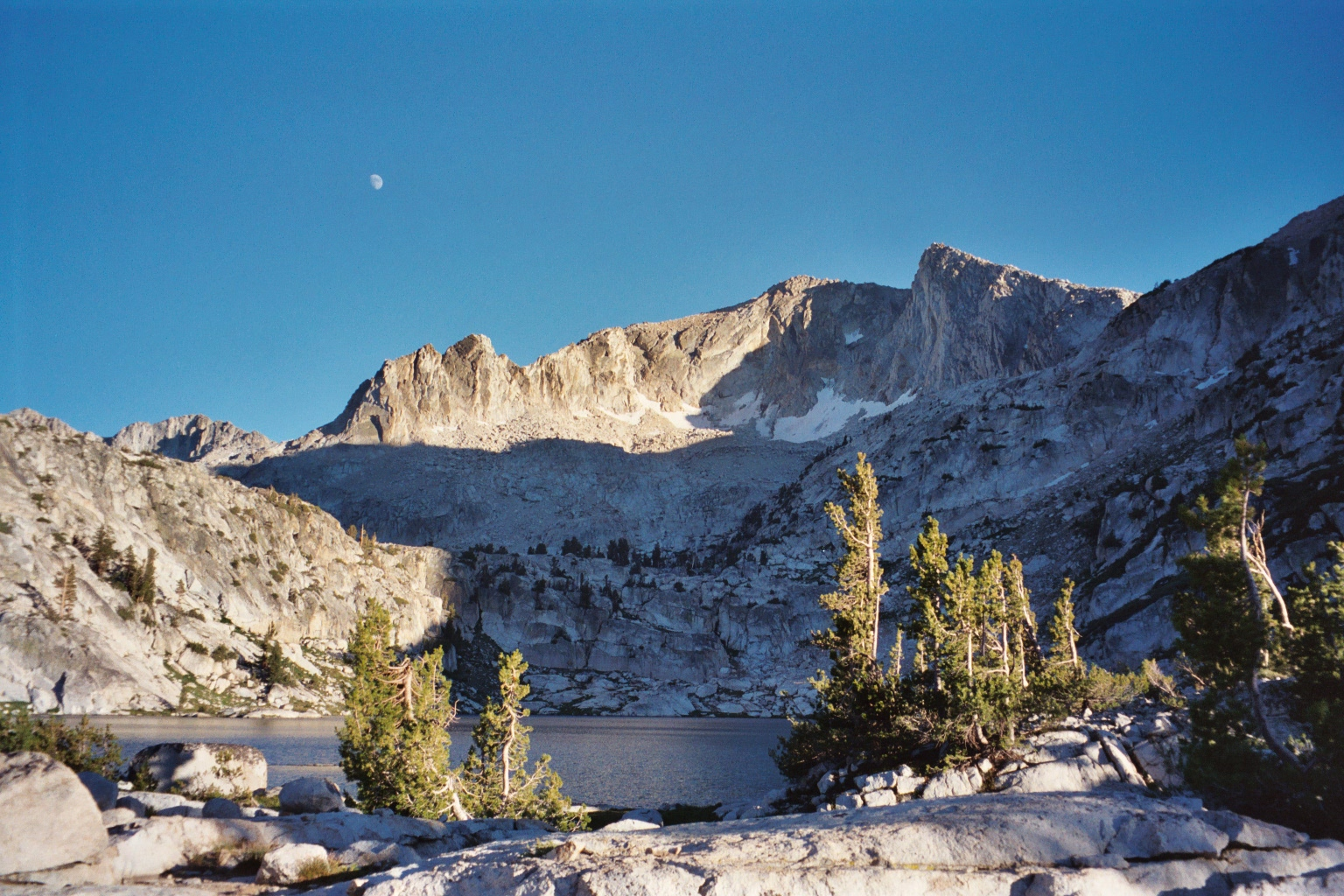
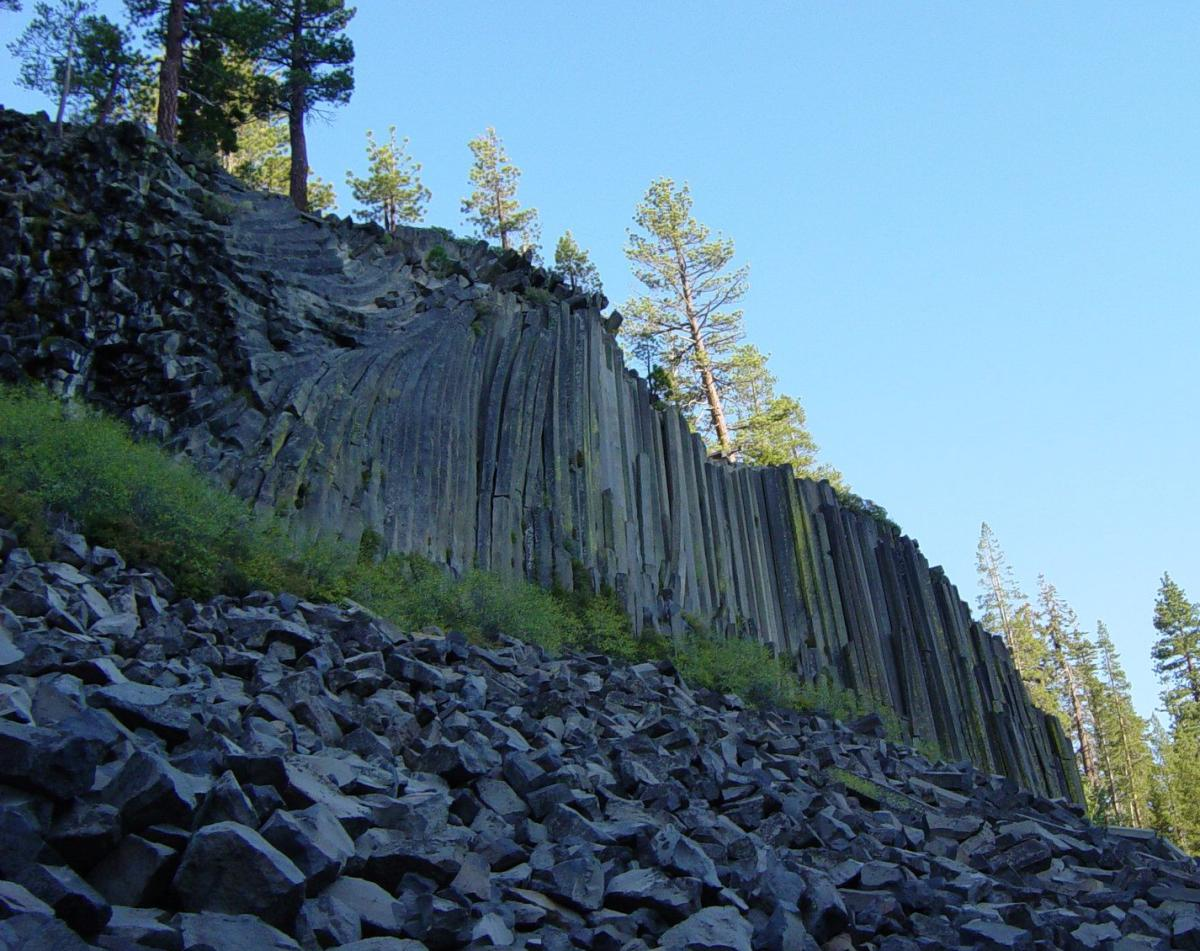
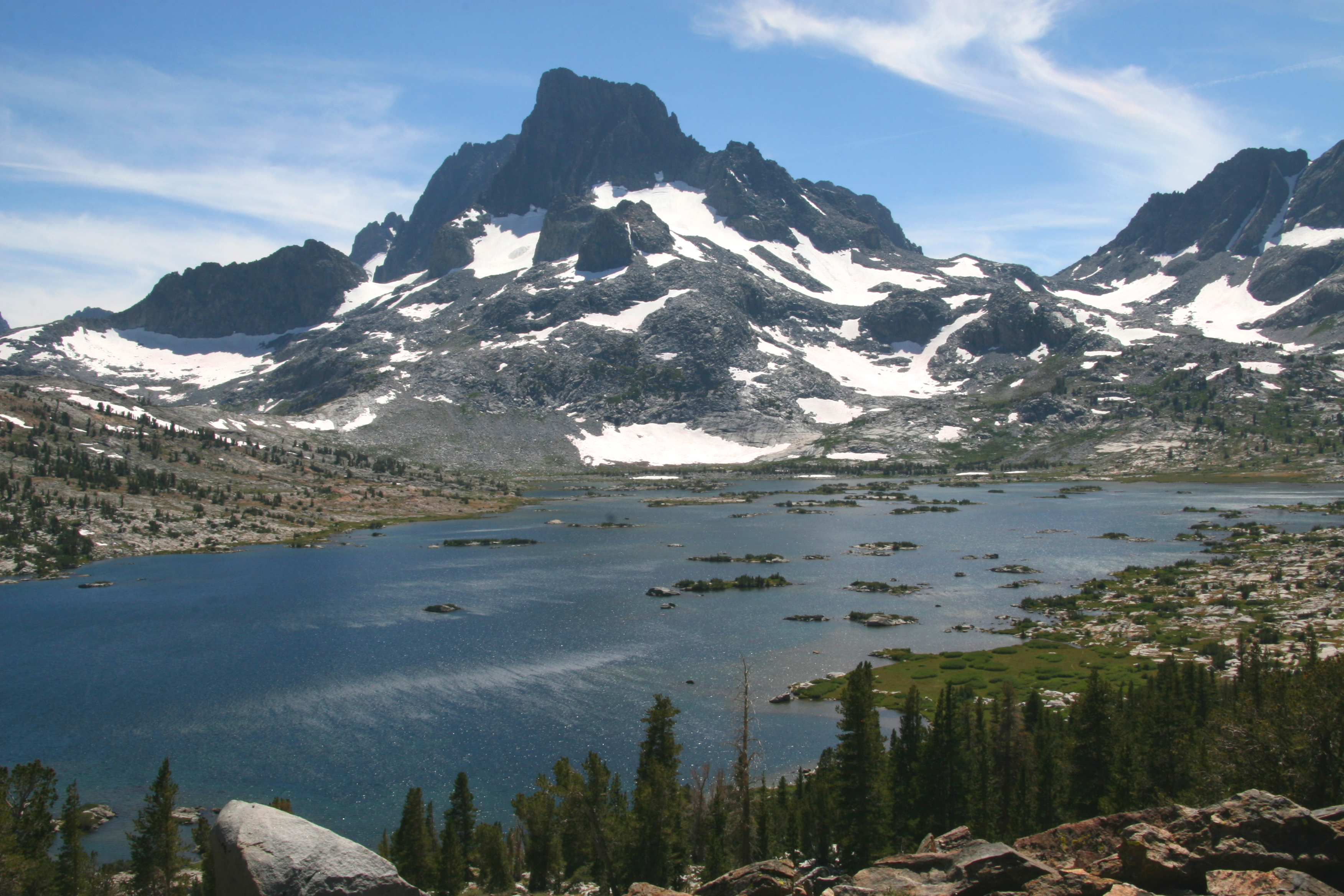
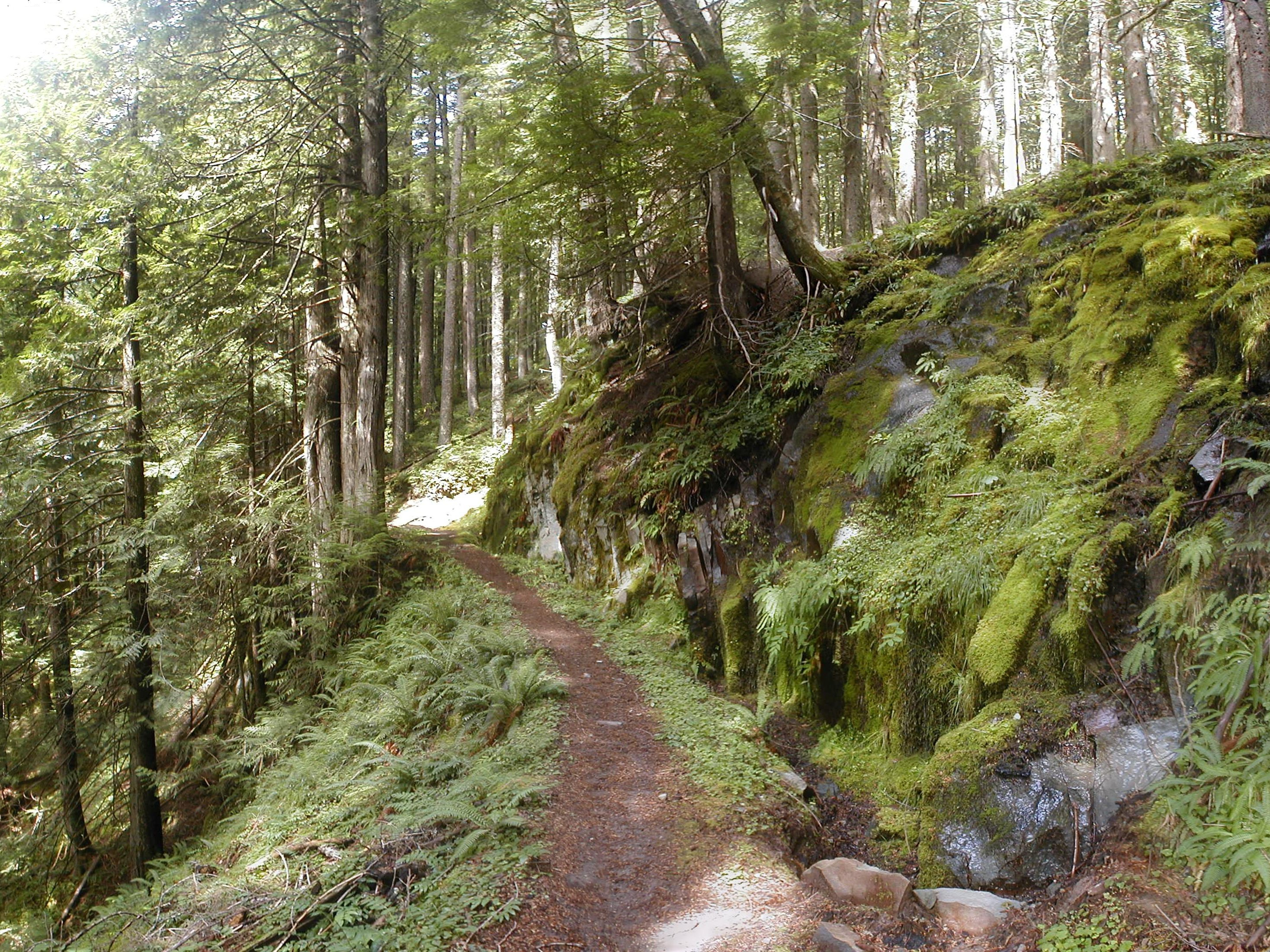
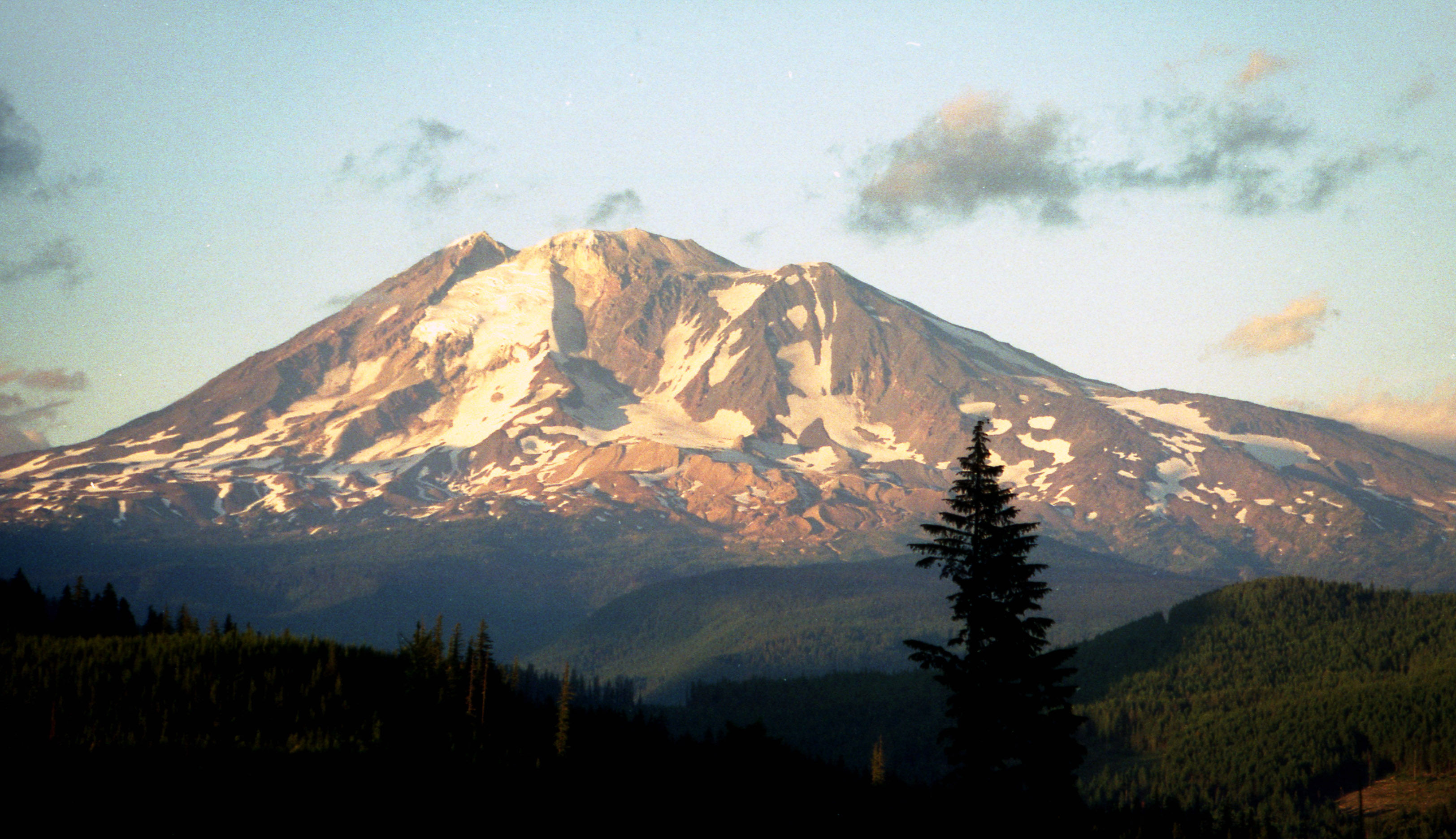
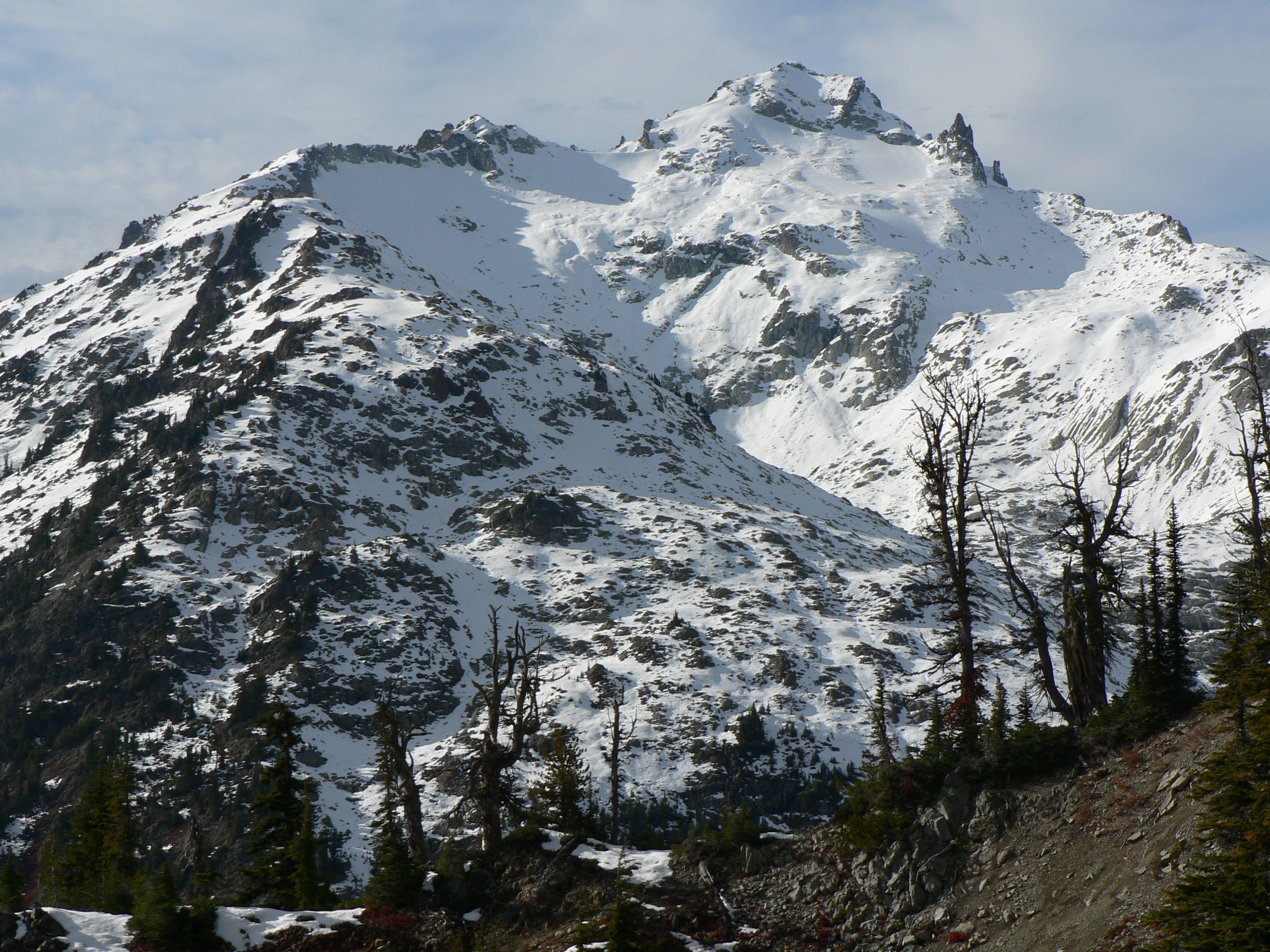
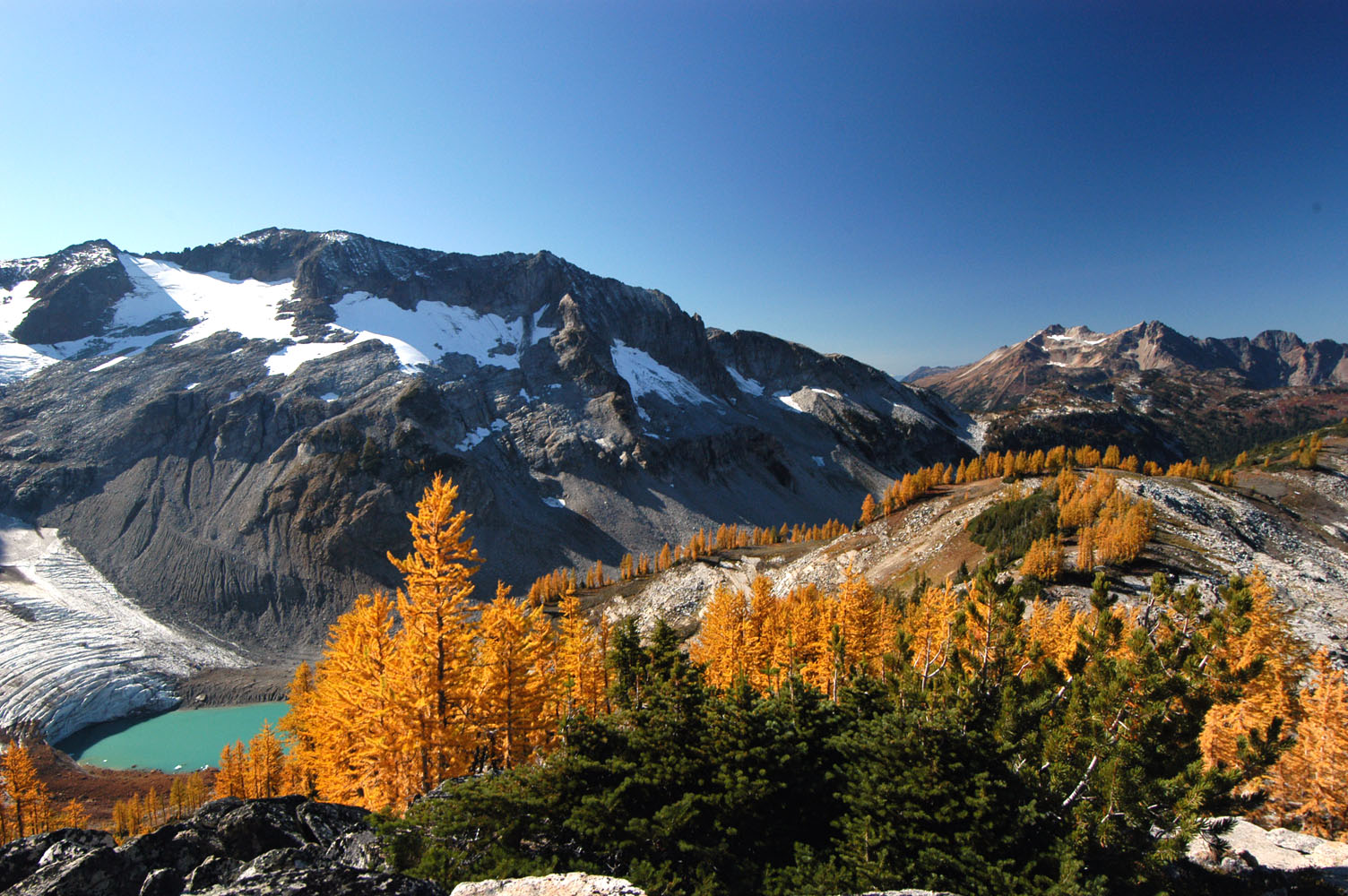
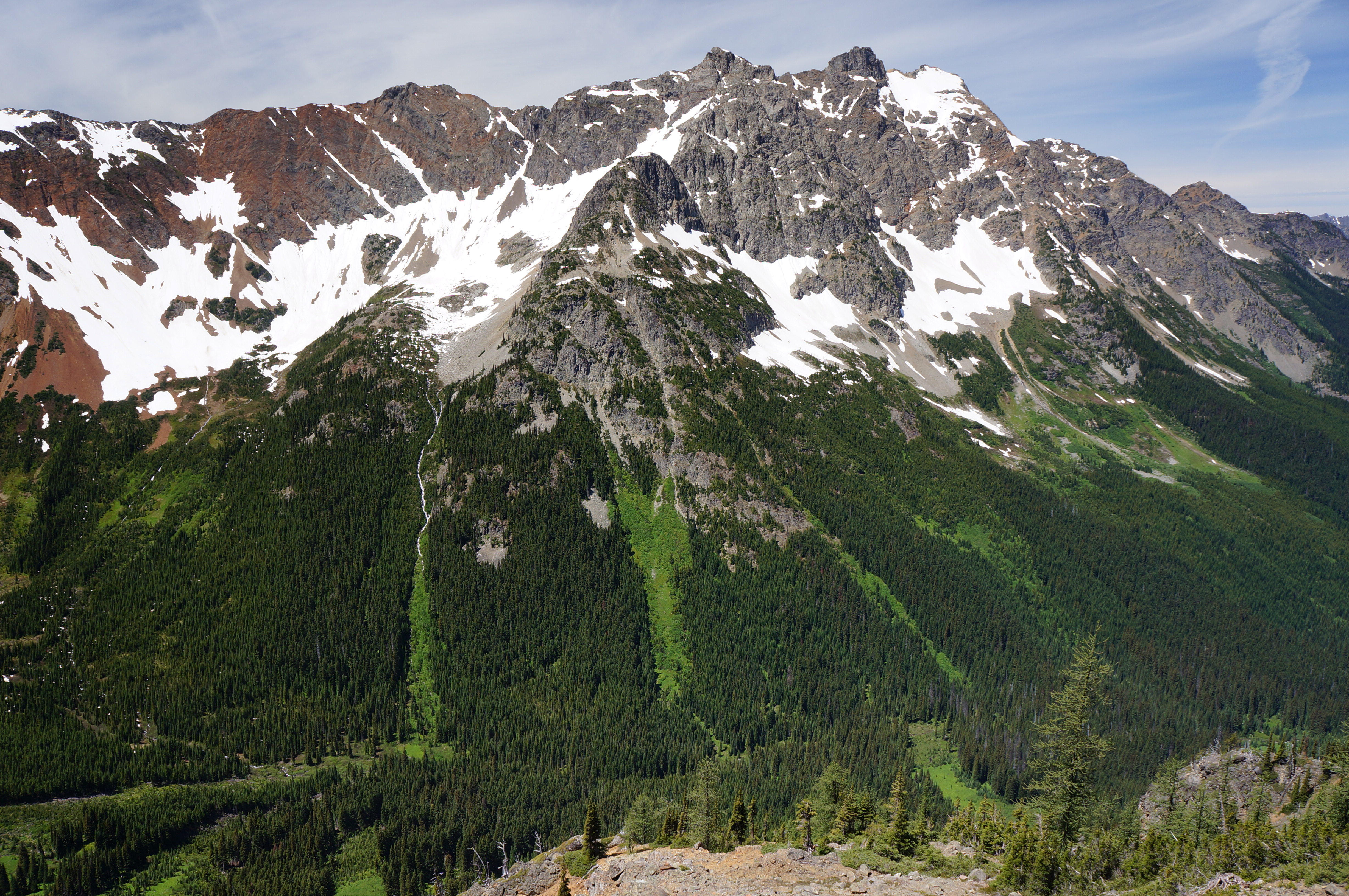
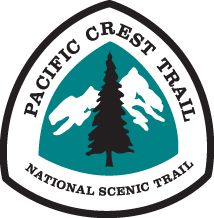